# 尾上菊之助 (6代目)
六代目 尾上 菊之助（ろくだいめ おのえ きくのすけ、2013年（平成25年）11月28日 - ）は、日本の歌舞伎役者。屋号は音羽屋。定紋は重ね扇に抱き柏、替紋は四つ輪。歌舞伎名跡「尾上菊之助」の当代。本名は寺嶋 和史（てらじま かずふみ）。

## 来歴・人物
八代目尾上菊五郎の長男。父方・母方ともに歌舞伎役者の家系である。
2019年5月、歌舞伎座・團菊祭五月大歌舞伎『絵本牛若丸』の源牛若丸で七代目尾上丑之助を襲名し初舞台。
2025年4月29日、本来は非公開で出演者・座元・舞台関係者のみで行われる伝統儀式の「手打式」を、歌舞伎座にて『古式顔寄せ手打式』として満員の観客1902人に披露された事により、菊之助改め八代目尾上菊五郎および丑之助改め六代目尾上菊之助の2人が正式に誕生し、『團菊祭五月大歌舞伎』での襲名祝幕「雲上富士」（田渕俊夫制作）が一般公開された。
2025年5月、歌舞伎座・團菊祭五月大歌舞伎『京鹿子娘道成寺』の白拍子花子、『弁天娘女男白浪』の弁天小僧菊之助、六月大歌舞伎『菅原伝授手習鑑 車引』の梅王丸、『連獅子』の狂言師左近で六代目尾上菊之助を襲名する。

## 出演

### 歌舞伎
- 2019年（令和元年）5月、歌舞伎座にて『絵本牛若丸』の源牛若丸で七代目尾上丑之助を襲名し初舞台を踏んだ[2][4][12]。父や両祖父（七代目尾上菊五郎、二代目中村吉右衛門）との共演であった[2]。
- 2023年 新作歌舞伎「ファイナルファンタジーX」

## 受賞歴
- 国立劇場特別賞
  - 2018年3月『梅雨小袖昔八丈』紙屋丁稚長松の演技に対して
  - 2019年1月『姫路城音菊礎石（ひめじじょうおとにきくそのいしずえ）』平作倅平吉実ハ桃井国松の演技に対して
  - 2020年10月『新皿屋舗月雨暈』酒屋丁稚与吉の演技に対して
  - 2022年3月『近江源氏先陣館』高綱一子小四郎高重の演技に対して[13]
  - 2022年10月『義経千本桜』銀平娘お安実ハ安徳帝の演技に対して[14]
  - 2024年1月『勢獅子門出初台』手古舞おふみ及び若い者文吉の演技に対して[15]
- 国立劇場奨励賞
  - 2023年1月『遠山桜天保日記』尾花屋丁稚辰吉の演技に対して[16][17]

## 家族・親族
- 六世祖父：初代中村歌六
- 六世祖父：十二代目市村羽左衛門
- 六世祖父：三代目中村歌六
- 五世祖父：五代目尾上菊五郎
- 高祖父：六代目尾上菊五郎
- 高祖父：七代目松本幸四郎
- 高祖父：初代中村吉右衛門
- 曾祖父：七代目尾上梅幸
- 曾祖父：俊藤浩滋（プロデューサー）
- 曾祖父：初代松本白鸚
- 祖父：七代目尾上菊五郎
- 祖母：富司純子（女優・司会者）
- 祖父：二代目中村吉右衛門
- 父：八代目尾上菊五郎
- 大伯父：二代目松本白鸚
- 伯母：寺島しのぶ（女優）
- 従兄：尾上眞秀

## 書籍
- 『KabuKabu 八代目尾上菊五郎・六代目尾上菊之助 襲名披露』（産経新聞出版） 2025年4月 ISBN 978-4819153362 [18]
- 『音羽屋三代 八代目尾上菊五郎 六代目尾上菊之助襲名記念』（小学館） 2025年4月 ISBN 978-4096824870 [19]